# N755 (België)
De N755 is een Belgische gewestweg die Kerkom-bij-Sint-Truiden (N80) en Cras-Avernas verbindt. De route van ongeveer 13 kilometer lang passeert twee keer de grens tussen Vlaanderen en Wallonië, bij de derde keer eindigt de benummering van de route. Hiermee is de N755 de enige weg met een Limburgs wegnummer (N700-N799) die in Wallonië (Luik) komt.

## Plaatsen langs de N755
- Kerkom-bij-Sint-Truiden
- Muizen
- Buvingen
- Borlo
- Jeuk-Station
- Roost-Krenwik
- Vorsen
- Kortijs